# 寺久保伶矢
寺久保 伶矢（てらくぼ れいや、2001年〈平成13年〉8月4日 - ）は、日本のトランペッター、ヴォーカリスト、ソングライター。
ジャズ、R&B、ダンス・ミュージック、ロック、ヒップホップなど複数の音楽ジャンルに取り組み、自身の内面に基づいた表現を行う。

## 経歴
※楽曲リリースはディスコグラフィ参照
北海道札幌市出身。
父親がロックやフュージョン、母親はゴスペルやR&Bを好む家庭環境で育つ。4歳の頃には自作の歌を人前で披露するなど、早期から自己表現への関心が強かった。
11歳からトランペットを始める。小学時代はマーチングバンド部でチューバを担当していたが、その後に花形楽器であるトランペットへの興味が芽生え、転向。2016年まで札幌ジュニアジャズスクールに在籍し、15歳よりライブハウスなどで演奏活動を開始。
2016年
- 7月　『Sapporo City Jazz Contest』ファイナリスト[3]

2017年
- 7月　『Sapporo City Jazz Contest』最年少優勝[3]
- 8月　『北海道グルーヴ キャンプ』 バークリーアワード 受賞[3][4]

2018年
- 7-8月　バークリー音楽大学のサマープログラムに全額奨学金で参加[3][5]。

2019年
- 3月　『Java Jazz Festival（英語版）』 出演[3][6][7]

2020年
- 新型コロナウイルス感染拡大の影響でアメリカ留学が延期となり、国内の音楽大学に進路を変える[1]。
- 4月　洗足学園音楽大学 入学[1]

2023年
- Spotify プレイリスト『Best of Modern Jazz Japan 2023』選出[8][9]
- 7月　「フジロックフェスティバル」に出演[1]

2024年
- 3月　洗足学園音楽大学 卒業[10][11]

2025年
- 1st アルバム「Reiya The P.A.V.E.」をリリース

## 音楽性と影響
- 音楽を「感情や衝動を表現する手段」として位置づけ、特定の形式に制限されない創作を志向[1]。
- 札幌ジュニアジャズスクールでは、自己表現や即興性を重視する教育方針のもとで学び、創作活動における自己探求を重ね、この経験がジャンルを超えた音楽活動にも繋がっていると語る[1]。
- 10代の時期にトランペット奏法の技術的な壁に直面し、唇の使い方を一から修正するという困難を経験。長時間の練習と葛藤を経て得た経験が、演奏スタイルや表現の核心部分に影響を与え「悩み続けた過去が唯一の武器」と語る[1]。
- トランペッターであるマイルス・デイビスやV.S.O.P.クインテットなどに影響を受け、彼らの録音を模倣する中で演奏スタイルを形成したと語る[2]。
- ヒップホップ、ラテンジャズ、ダンス、ビートボックスとの協働など、ジャンルを横断する活動も展開する[1]。
- 音楽プロジェクト「Reiya Terakubo The P.A.V.E.」は“Parhelion And Vagarious Epoch（幻日と奇抜な新時代）”をテーマに、同世代の演奏家たちと共に構成。多くのジャンルを取り込んだ構成を特徴としている[12]。

## 人物
- 「成功とは後悔せずに死ねること」と述べており、音楽と生活全般を総合的な創作活動と捉えている[1]。
- 「やり続けることが才能」という家族の言葉を信条とし、継続することを自己の核と位置づけている[1]。
- 洗足学園音楽大学に進学したことは「結果的に日本での活動基盤が築けた」と語る[2]。
- 学生時代は世田谷区成城のクロアチア料理店でアルバイトをしていた。調理補助や接客、ライブハウスとしての業務にも携わった経験を持ち、本人は「東京で一番お世話になった場所」と語る[1]。
- サックス奏者の寺久保エレナは従兄弟で、「一番のルーツと言える存在」と語る[1][13]。
- 「80歳までバンドを続けていたい」と語る[2]。

## ディスコグラフィ

### 配信シングル
| # | 発売日        | タイトル          |
| - | ------------- | ----------------- |
| 1 | 2022年5月25日 | 轟 feat. Dino Jr. |